# Mude (Meligo)
Mude ist eine osttimoresische Aldeia im Suco Meligo (Verwaltungsamt Cailaco, Gemeinde Bobonaro). 2015 lebten in der Aldeia 779 Menschen.

## Geographie
Mude liegt im Süden des Sucos Meligo. Nördlich liegen die Aldeias Liabote und Berleu. Der Bulobo, ein Nebenfluss des Nunura, bildet im Westen und sein Zufluss, der Nakere im Süden die Grenze zum Suco Manapa, während der Sahalolo an der Grenze zu Berleu fließt. Im Osten grenzt Mude an die Sucos Goulolo und Atudara. Der Berg Leolaco reicht bis in den Südosten Mudes hinein. An der Grenze im Nordosten steigt das Land zum Lesululi an. Der Foho Mude liegt zwischen den beiden großen Bergen und bildet die Grenze zu Atudara.
Der Hauptort Mude liegt im Westen der Aldeia. Nordwestlich davon befindet sich das Dorf Assalau und östlich die Häuser von Lisuabe. Dörfer im Osten sind Baleo (nördlich des Sahalolo) und Lesuaben. In Assalau gibt es eine Grundschule.

## Politik
2023 wurde Rui Abelino zum Chefe de Aldeia gewählt.